# Hubert Rochet
Pour les articles homonymes, voir Rochet.
Hubert Rochet, né le 14 août 1927 à Imphy et mort le 28 septembre 2007 à Bordeaux, est un homme politique français.

## Biographie
Il entre à l'Assemblée Nationale à la suite de la nomination au gouvernement de Pierre Billecocq, en 1969. Il tente de se faire réélire, dans le cadre des élections législatives de 1973, mais échoue face à Pierre Mauroy.